# Wilhelm August von Breitling

Wilhelm August von Breitling

Wilhelm August Breitling, ab 1885 von Breitling, (* 4. Januar 1835 in Gaildorf; † 20. April 1914 in Stuttgart) war ein deutscher Jurist. Von 1901 bis 1906 war er württembergischer Ministerpräsident (Präsident des Staatsministeriums).

## Leben

### Herkunft, Jugend und Studium
Wilhelm Breitling wurde am 4. Januar 1835 in Gaildorf als erstes Kind von Paul Breitling (1798–1867) und Karoline Breitling (geb. Wucherer) geboren. Er wurde evangelisch getauft. Breitlings Großvater väterlicherseits war der Hofkonditor Jakob Friedrich Breitling.
Noch im Jahr 1835 wurde Wilhelm Breitlings Vater Oberamtsrichter in Göppingen. Die Familie zog mit Söhnchen Wilhelm in eine Dienstwohnung im Göppinger Schloss. Dort wurden dem Ehepaar noch vier weitere Söhne geboren. In Esslingen, wohin der Vater später als Oberjustizrat an den Kreisgerichtshof berufen wurde, besuchte der junge Wilhelm bis zum 14. Lebensjahr das Pädagogium (das heutige Georgii-Gymnasium), um sich auf das Landexamen vorzubereiten. Der erfolgreiche Abschluss des Landexamens war Voraussetzung für den Eintritt in das evangelisch-theologische Seminar im Kloster Blaubeuren. Nach bestandener Prüfung wurde Wilhelm Breitling im Oktober 1849 im Seminar aufgenommen. Da er von vornherein nicht Theologie, sondern Rechtswissenschaft studieren wollte, trat er nicht als Seminarist, sondern als Hospes (Gast) ein.
Nach erfolgter Maturitätsprüfung (Abitur) begann er in Tübingen im Wintersemester 1853 das juristische Studium und wurde im selben Jahr Mitglied der Burschenschaft Germania Tübingen. Nach dem erfolgreich abgeschlossenen Jurastudium in Tübingen und Heidelberg, trat Breitling in den württembergischen Staatsdienst ein und war seit 1860 an verschiedenen Gerichtsstandorten tätig. 1866 heiratete er Lina (1846–1937), die Tochter des Oberamtsrichters Friedrich Koch. Von ihr bekam er drei Töchter.

### Beruflicher Werdegang
Im Jahre 1883 wurde Breitling vortragender Rat im Justizministerium, 1887 wurde er dort zum Direktor befördert. Im Jahre 1889 wurde er Wirklicher Staatsrat, außerdem Mitglied des Geheimen Rats und des Verwaltungsgerichtshofs. Am 16. September 1896 erfolgte seine Ernennung zum Chef des Justizdepartements (Justizminister). Das Justizministerium leitete er bis zum 4. Dezember 1906. Am 15. April 1901 übernahm Breitling auch die Leitung der Gesamtregierung des Königreichs Württemberg, nachdem sein Amtsvorgänger Max Schott von Schottenstein wegen eines Skandals zurücktreten musste.
Breitlings Ernennung zum Präsidenten des Staatsministeriums wurde allgemein als Übergangslösung angesehen, da er zu dem Zeitpunkt schon 66 Jahre alt war, der ebenfalls für das Amt in Betracht gezogene Kandidat Karl von Weizsäcker aber als noch zu unerfahren erschien. Als Justizminister führte Breitling das Bürgerliche Gesetzbuch (BGB) in Württemberg ein, wobei einige rechtliche Besonderheiten des Landes gewahrt blieben. Breitling hatte zuvor selbst an der Ausarbeitung des BGB teilgenommen. Breitlings Regierung stand neben einer Steuer- und Verwaltungsreform ganz im Zeichen einer Revision der württembergischen Verfassung, durch die die Zweite Kammer des Landtags in eine reine Volkskammer mit 92 gewählten Abgeordneten umgewandelt wurde. Die bisherigen Privilegierten der Zweiten Kammer wechselten in die erste Kammer, die damit aufhörte, ein reines Organ des Adels zu sein. Die Regierung Breitling blieb, trotz Ansätzen eines Wegs zur parlamentarischen Monarchie unter der langjährigen Regierung Mittnacht, eine reine Beamtenregierung. Nach der württembergischen Verfassung von 1819 stand allein dem König das Recht zu, Minister zu ernennen und zu entlassen. Und an diesem Grundsatz eines monarchischen Obrigkeitsstaates hat sich auch im liberalen Württemberg bis zur Regierung Liesching zwei Tage vor der Revolution nichts geändert.
Weizsäcker lobte seinen Amtsvorgänger Breitling als einen ausgezeichneten Beamtenminister. Breitling nahm, von einem Schlaganfall gezeichnet, im Dezember 1906 seinen Abschied.

## Ehrungen, Nobilitierung
- 1885 Ritterkreuz 1. Klasse des Ordens der württembergischen Krone[2], welches mit dem persönlichen Adelstitel verbunden war
- 1890 Kommenturkreuz zweiter Klasse des Friedrichs-Ordens
- 1894 Kommenturkreuz des Ordens der Württembergischen Krone[3]
- 1900 Großkreuz mit Krone des Friedrichs-Ordens[4]
- 1902 Großkreuz des Ordens der Württembergischen Krone[5]
- 1906 Verleihung der Brillanten zum Großkreuz der Württembergischen Krone